# Sartell
Sartell é uma cidade localizada no estado americano de Minnesota, no Condado de Benton e Condado de Stearns.

## Demografia
Segundo o censo americano de 2000, a sua população era de 9641 habitantes.
Em 2006, foi estimada uma população de 13.241, um aumento de 3600 (37.3%).

## Geografia
De acordo com o United States Census Bureau tem uma área de
15,9 km², dos quais 15,3 km² cobertos por terra e 0,6 km² cobertos por água.

## Localidades na vizinhança
O diagrama seguinte representa as localidades num raio de 12 km ao redor de Sartell.